# Маргарет Мийд
Маргарет Мийд (на английски: Margaret Mead) е американска културна антроположка, която често говори в масмедиите през 60-те и 70-те години на 20. век. Президент е на Американската асоциация за напредък в науката през 1975 г.
Мийд е разпространителка на антропологията в съвременната американска и западна култура и често е възприемана противоречиво като учен. Нейните книги детайлно описват нагласите към секса в традиционните общества в Южния Пасифик и Югоизточна Азия през сексуалната революция през 60-те години. Тя е привърженик на разширяващите се сексуални конвенции в контекста на Западните културни традиции.

## Биография
Родена е на 16 декември 1901 г. във Филаделфия, САЩ, но израства в Дойлстаун. Баща ѝ Едуард Шърууд Мийд е професор по финанси в училището Уортън към Пенсилванския университет, а майка ѝ Емили Мийд е социоложка, която преподава на италиански имигранти. Завършва като бакалавър в Колежа „Барнард“ в Ню Йорк, а магистърска и докторска степен получава в Колумбийският университет. Умира на 15 ноември 1978 г. в Ню Йорк, САЩ.

## Книги
На английски език
- Coming of Age in Samoa (1928)[8]
- Growing Up In New Guinea (1930)[9]
- The Changing Culture of an Indian Tribe (1932)[10]
- Sex and Temperament in Three Primitive Societies (1935)
- And Keep Your Powder Dry: An Anthropologist Looks at America]] (1942)
- Male and Female (1949)[11]
- New Lives for Old: Cultural Transformation in Manus, 1928 – 1953 (1956)
- People and Places (1959; a book for young readers)
- Continuities in Cultural Evolution (1964)
- Culture and Commitment (1970)
- The Mountain Arapesh: Stream of events in Alitoa (1971)
- Blackberry Winter: My Earlier Years (1972; autobiography)[12]

На български език
- Жителите на остров Самоа. В: ABC на етнологията. УИ „Св. Климент Охридски“, том 2, 1999, с.87 – 125, част от Да пораснеш в Самоа
- Да пораснеш в Самоа. Изд. Ерове, 2016
- Да пораснеш в Нова Гвинея. Изд. Ерове, 2017